# 레오라 다나

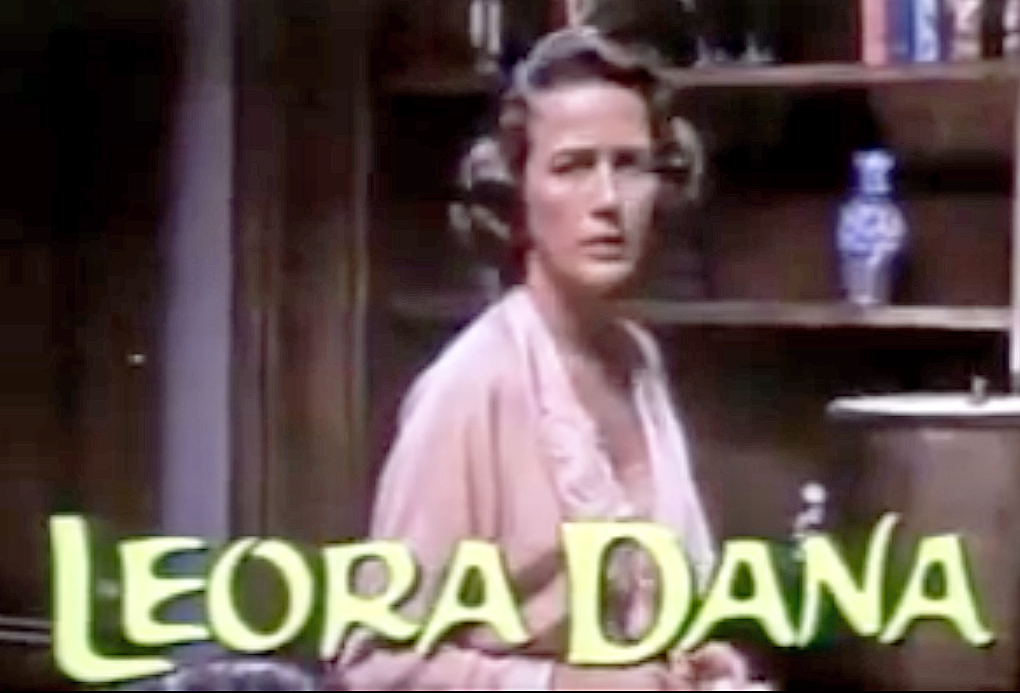

리오라 데이나(Leora Dana, 영어 발음: /liːˈɔːrə/, 1923년 4월 1일 ~ 1983년 12월 13일)는 미국의 배우이다.
뉴욕에서 태어났으며 뉴욕에서 사망하였다. 사인은 암이다.

## 출연 작품
- 베이비 온리 유 (1983년)
- 결혼의 위기 (1982년)
- 데인 커스 (1978년)
- 와일드 로버스 (1971년)
- 도라 도라 도라 (1970년)
- 체인지 오브 해빗 (1969년)
- 보스톤 교살자 (1968년)
- 섬 컴 러닝 (1958년)
- 결단의 3시 10분 (1957년) - 앨리스 역

### 텔레비전
- 스튜디오 원 (1948년)